# El Almi Daoudi
El Almi Daoudi (Tébessa, 26 september 1985) is een Algerijns voetballer die momenteel onder contract staat bij MC Alger. Hij speelde eerder bij AS Khroub.